# Риполь, Каэтано
Каэтано Антонио Риполь (исп. Cayetano Antonio Ripoll), (кат. Gaietà Ripoll i Pla) (1778, Сольсона — 31 июля 1826, Валенсия) — испанский школьный учитель, казнённый по обвинению в ереси, считается последней жертвой испанской инквизиции.

## Биография
Каэтано Антонио Риполь до вторжения наполеоновских войск в Испанию работал учителем в одной из церковных школ Валенсии.  Во время Пиренейской войны воевал в испанской армии и попал в плен к французам. Во Франции он познакомился с учениями различных вольнодумцев, в том числе, с деизмом.
После окончания войны и освобождения из плена Риполь стал работать учителем в приходе Рузафа, бедном квартале в пригороде Валенсии. Он убеждал своих учеников не произносить «Аве Мария» и не креститься, говорил, что в постные дни можно есть мясо, а спасения души можно достичь и без Церкви.

## Суд и казнь
По доносу осенью 1824 года он был арестован. Почти 2 года его держали в заключении, безуспешно убеждая отречься от ереси. Затем передали трибуналу веры, единственным отличием которого от Святой Инквизиции состояло в том, что приговор был не окончательным, а утверждался светской властью. На судебном процессе Риполь заявил что он не католик, и потому его дело не относится к церковной юрисдикции. Но обвинители нашли подтверждение его крещения в метрической книге из Сольсоны. Трибунал признал Риполя виновным в ереси, приговорил «упорствующего и злобствующего еретика» к сожжению на костре и передал вердикт на утверждение королевскому суду. Светский суд заменил сожжение заживо на смертную казнь через повешение, присовокупив символическое сожжение тела и конфискацию имущества.
В понедельник 31 июля 1826 года закованного в кандалы и одетого во всё чёрное Риполя верхом на осле привезли на рыночную площадь Валенсии. Перед казнью ему вновь предложили отречься от взглядов и «примириться» с церковью, но Риполь отказался и поднялся на эшафот. Перед смертью он сказал: «Я умираю примирённым с Богом и человеком». После казни его тело поместили в бочку, разрисованную языками пламени, и зарыли её за пределами кладбища, на «неосвящённой» земле.